# Ask (Skåne)
Ask is een plaats in de gemeente Svalöv in het Zweedse landschap Skåne en de provincie Skåne län. De plaats heeft 69 inwoners (2005) en een oppervlakte van 17 hectare.

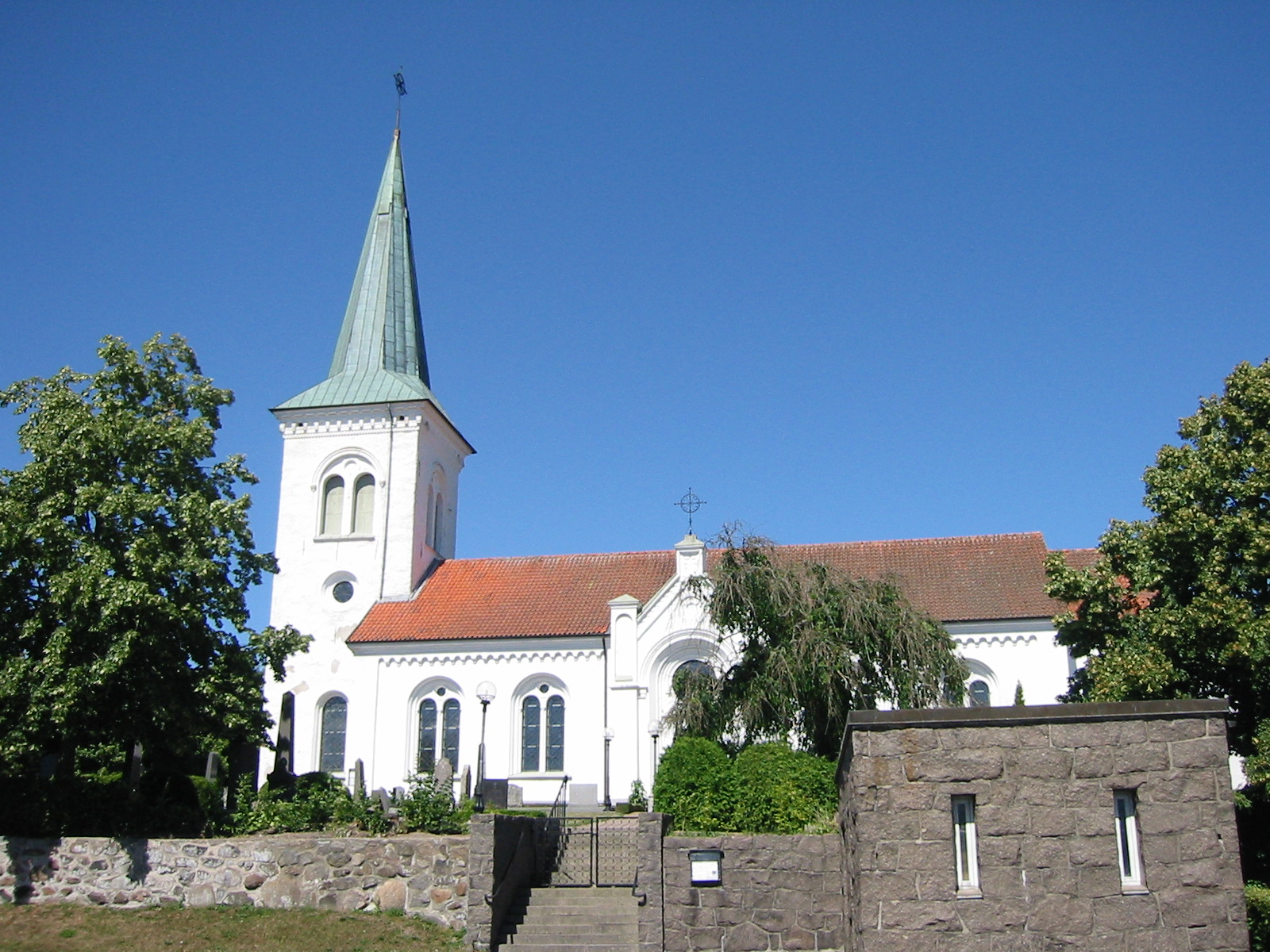
Kerk